# Dementori
Dementori su bića tame iz serije romana o Harryju Potteru britanske spisateljice J. K. Rowling. Hrane se radosnim ljudskim osjećajima, a njihove se žrtve tada prisjećaju svojih najgorih uspomena. Bili su čuvari zatvora Azkaban sve dok ih Lord Voldemort nije pridobio na svoju stranu.
Dementori imaju obličje slično ljudskom. Visoki su oko tri metra, i prekriveni tamni plaštevima s kukuljicom koji otkrivaju samo sive, gnjecave i krastave ruke i lice. U filmovima o Harryju Potteru dementori su znatno niži i umjesto da lagano kližu oni lete. Dementori nemaju oči (za snalaženje u prostoru služe se ljudskom radošću), a na mjestu gdje bi trebala biti usta nalazi se velika rupa koju koriste za isisavanje duša svojih žrtava u procesu zvanom "dementorski poljubac".
Već i sama njihova nazočnost stvara hladnu i mračnu atmosferu. Oni koji su kroz duže razdoblje u blizini dementora često izgube razum što je i glavni razlog Azkabanove strašne reputacije. Također, preduga izloženost dementorima može čarobnjaka lišiti njegovih moći što je vjerojatno razlog zašto ih je Ministarstvo koristilo kao azkabanske stražare. Dementori su inteligentni barem toliko da mogu biti pohlepni i poslušni dok god im ta poslušnost osigurava veliku "gozbu". Bezjaci i hrkani ne mogu vidjeti dementore, ali oni na njih utječu kao i na čarobnjake. J. K. Rowling efekt dementora povezala je s depresijom koju je iskusila i sama autorica.
Jedan od načina zaštite od dementora korištenje je teške čarolije Patronus da bi ih se otjeralo. Čarolijom se priziva patronus, magično obličje dobre volje koje ovisno o sposobnostima čarobnjaka pruža različitu razinu zaštite. Kad ga prizove čarobnjak iskusan u bacanju te čarolije, patronus poprima obličje životinje, odnosno bića koje je na neki način važno pojedincu koji je bacio čaroliju. Patronus manje iskusnih čarobnjaka nema definirani oblik nego izgleda kao neka vrsta maglice. Materijalni patronus može trčati za dementorima i prisiliti ih da se povuku. Ne materijalni patronus samo usporava dementore i ne traje dugo. Čokolada je korisna prva pomoć koja ublažava posljedice kontakta s dementorom (ako se ne radi o dementorskom poljupcu - u tom slučaju ništa ne pomaže). Žrtva u slučaju dementorskog poljupca ostaje samo prazna ljuštura koja nije sposobna razmišljati i oporaviti se. Vjeruje se da je "život" nakon dementorskog poljupca gori od smrti. Ministarstvo magije ponekad dopušta "poljubac" kao kaznu (jednako smrtnoj kazni u 'bezjačkom' svijetu). 